# Đơn vị 731
Đơn vị 731 (731部隊 (Thất Tam Nhất bộ đội)/ ななさんいちぶたい Nana-san-ichi butai, tiếng Trung: 731部队) là một đơn vị nghiên cứu và phát triển vũ khí hóa-sinh của Quân đội Hoàng gia Nhật Bản, đơn vị này đã tiến hành nhiều thí nghiệm nguy hiểm trên cơ thể người trong chiến tranh Trung-Nhật lần thứ hai (1937-1945) và chiến tranh thế giới thứ hai đội lốt dưới dạng thử nghiệm y khoa. Nó được coi là một trong những tội ác chiến tranh khét tiếng nhất của Nhật Bản trong Thế chiến thứ 2.
Đơn vị được công bố rộng rãi là ''Cục phòng chống dịch bệnh và xử lý nước Đạo quân Quan Đông (関東軍防疫給水部本部 Kantōgun Bōeki Kyūsuibu Honbu)''. Được thành lập bởi Hiến binh của Đế quốc Nhật Bản từ năm 1935, đơn vị 731 được quản lý và điều hành bởi tư lệnh Ishii Shiro đến tận khi kết thúc chiến tranh vào năm 1945.

## Mô tả

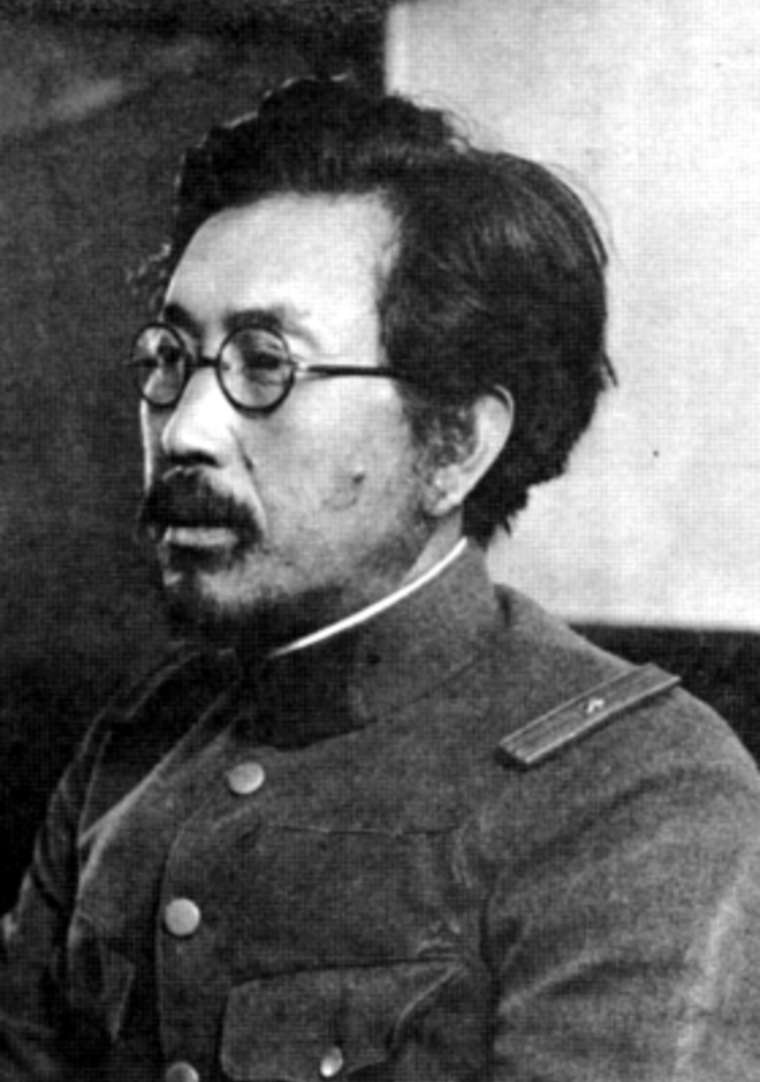
Shiro Ishii, Tổng tư lệnh của Đơn vị 731

Đơn vị 731 được thành lập vào năm 1935 đặt căn cứ tại quận Bình Phòng của thành phố Cáp Nhĩ Tân, thành phố lớn nhất trong chính quyền bù nhìn Mãn Châu Quốc (giờ là Đông Bắc Trung Quốc). Tiền thân của đơn vị này là Đơn vị Togo, được thành lập vào năm 1934 tại làng Zhongma, Mãn Châu Quốc thuộc Nhật. Mục đích chính mà đơn vị này được thành lập là tập hợp các nhà khoa học Nhật Bản phục vụ cho các chương trình nghiên cứu, phát triển và chế tạo các loại vũ khí hóa-sinh trong chiến tranh. Các thử nghiệm "đồ tể" của đơn vị này đều xoay quanh vấn đề "Kiểm tra sức chịu đựng của cơ thể sống trước các yếu tố tác động từ môi trường (cả môi trường bên trong lẫn bên ngoài cơ thể)". Kẻ chỉ đạo tất cả các thử nghiệm này chính là Ishii Shiro.
Hơn 10.000 người—tức là khoảng 600 người mỗi năm bị Hiến binh Nhật bắt giữ để làm vật thí nghiệm cho đơn vị 731 trong 9 năm tồn tại (1936-1945).
Hơn 95% tổng số nạn nhân chết trong tay các "con dã thú đội lốt bác sĩ" của đơn vị 731 ở Bình Phòng là người Trung Quốc, Liên Xô, Mông Cổ và Hàn Quốc, bao gồm cả binh lính và dân thường. 5% còn lại là người từ khu vực Đông Nam Á và các hòn đảo trên Thái Bình Dương và một số nhỏ tù binh chiến tranh của Mỹ, Anh, Úc... trong Chiến tranh thế giới thứ hai.
Theo Hội thảo quốc tế về tội ác của chiến tranh vi khuẩn năm 2002, số người bị giết bởi Quân đội Đế quốc Nhật qua thử nghiệm vi khuẩn trên người là khoảng 580.000. Theo các nguồn khác, “hàng chục ngàn, và có lẽ có tới 400.000 người Trung Quốc đã chết vì bệnh dịch hạch, bệnh tả, bệnh than và các bệnh khác” do chiến tranh sinh học.
Đơn vị 731 là cơ quan đầu não, đóng vai trò chỉ đạo và hỗ trợ cho nhiều đơn vị khác trong việc nghiên cứu vũ khí hóa-sinh cho phát xít Nhật; bao gồm Đơn vị 516 (Tề Tề Cáp Nhĩ), Đơn vị 543 (Hải Lạp Nhĩ), Đơn vị 773 (Songo unit), Đơn vị 100 (Trường Xuân, Cát Lâm), Unit Ei 1644 (Nam Kinh), Đơn vị 1855 (Bắc Kinh), Đơn vị 8604 (Quảng Châu), Unit 200 (Mãn Châu) và Đơn vị 9420 (Singapore).

## Trong chiến tranh
Trong Chiến tranh Trung-Nhật và cuối Chiến tranh thế giới thứ hai, người Nhật đã dùng mầm bệnh dịch hạch, bệnh tả, đậu mùa, bệnh than cũng như một số bệnh khác vào những quả bom thả xuống hàng ngũ binh sĩ và kể cả dân thường Trung Quốc.
Trong vài tháng đầu chiến tranh với Hoa Kỳ sau vụ tấn công Trận Trân Châu Cảng, Nhật Bản cũng đã lên kế hoạch sử dụng vũ khí sinh học chống lại người Mỹ. Trong Trận Bataan vào tháng 3 năm 1942, người Nhật toan tính thả hơn 90 kg bọ chét mang mầm bệnh dịch hạch và khoảng 150 triệu côn trùng. Tuy nhiên, sự đầu hàng của các lực lượng Mỹ khiến kế hoạch không cần thiết.
Đầu tháng 7 năm 1944 trong Trận Saipan, bọ chét bị nhiễm bệnh dịch hạch một lần nữa được dự định sẽ sử dụng để tấn công quân đội Hoa Kỳ. Tuy nhiên, chiếc tàu ngầm của Hải quân Đế quốc Nhật Bản mang theo bọ chét kia đã bị tàu ngầm Swordfish của Hải quân Mỹ phát hiện ra và đánh chìm cùng với đống bọ chét mang mầm bệnh dịch hạch kia ở ngoài khơi đảo Chichi-jima nằm trong Quần đảo Ogasawara ở Thái Bình Dương vào khoảng 4h sáng ngày 22-7 năm 1944. Trong Trận Iwo Jima, một cuộc tấn công sinh học khác được cân nhắc để chống lại người Mỹ. Nhưng kế hoạch lại nhanh chóng bị hủy bỏ vì sự thất thủ của lính Nhật ở đảo Iwo Jima.
Khi Đức Quốc Xã đầu hàng và Đế quốc Nhật Bản chuẩn bị đối đầu toàn diện với Hoa Kỳ, theo yêu cầu của Thiên hoàng về việc phát triển một kế hoạch tấn công quy mô lớn làm tê liệt quốc gia địch, các chuyên gia quân sự đã phát triển một kế hoạch có tên mã là “Chiến dịch Hoa anh đào vào ban đêm” - một kế hoạch sẽ gây chết chóc khủng khiếp vùng Miền Nam California bằng chiến tranh sinh học. Đế quốc Nhật Bản hy vọng Chiến dịch Hoa anh đào vào ban đêm có thể xoay chiều Chiến tranh thế giới lần 2 và đi đến một kết thúc khác, trong đó Nhật Bản sẽ là phía chiến thắng. Chiến dịch Hoa anh đào vào ban đêm dự kiến sẽ bắt đầu vào ngày 22 tháng 9 năm 1945 nhưng cuối cùng toàn bộ kế hoạch đã không bao giờ hoàn thành bởi vì Nhật Bản đầu hàng Khối Đồng Minh vào ngày 15 tháng 8 năm 1945.
Theo kế hoạch, 5 chiếc Tàu ngầm lớp I-400 rời khỏi bờ biển Nhật Bản và đi qua Thái Bình Dương, mỗi chiếc mang theo 3 máy bay Aichi M6A. Khi đến gần San Diego vào ban đêm, các tàu ngầm sẽ nổi lên và phóng máy bay về phía bờ biển. Khi ở trên không, các máy bay sẽ thả những quả bom chứa đầy bọ chét mang bệnh dịch hạch.

## Sau chiến tranh
Vào cuối Chiến tranh thế giới thứ hai, các nhà khoa học thuộc Đơn vị 731 đã sử dụng thuốc nổ phá hủy hầu hết bằng chứng của chương trình. Tuy nhiên, một số động vật thử nghiệm bị nhiễm bệnh đã được thả ra gây bệnh dịch hạch cho khoảng 30.000 người tại Bình Phòng (Cáp Nhĩ Tân) trong vòng 3 năm đầu tiên sau chiến tranh.
Sau khi Nhật Bản đầu hàng, Mỹ bắt đầu cảm thấy hứng thú với những “thí nghiệm” của Đơn vị 731. Để đổi lấy thông tin, chính quyền Mỹ đã chôn vùi tội ác của Đơn vị 731 đồng thời miễn truy cứu trách nhiệm đối với tướng Ishiiro cùng với những kẻ liên quan bất chấp sự phản đối của Liên Xô. Tướng Shiro Ishii qua đời trong yên bình ở tuổi 67. Nhiều nhà khoa học tham gia Đơn vị 731 đã có những sự nghiệp nổi bật về chính trị, học thuật, kinh doanh và y tế.
Đến thập niên 1950, khi Giáo sư Nhật Bản Tsuneishi Keiichi, người đã nghiên cứu rất nhiều về vấn đề này thuyết phục được nhà văn Morimura Seiichi viết cuốn sách tựa đề “The Devils gluttony” (Quỷ dữ háu đói), sự thật mới được phơi bày. Liên Xô cũng mở một phiên tòa xét xử tội ác chiến tranh để đáp trả việc rất nhiều người Nga trở thành nạn nhân nghiên cứu của Đơn vị 731. Phiên tòa tội ác chiến tranh Khabarovsk năm 1949 buộc tội tất cả 8 nhà nghiên cứu Nhật Bản và 4 quân nhân và kết án họ làm việc trong các trại lao động Liên Xô trong 2 đến 5 năm. Là một phần của thỏa hiệp chính trị, các tù nhân Nhật Bản còn lại đã được thả ra và trở về Nhật Bản vào năm 1956.

## Văn hóa đại chúng
- Trong phim Sinh vật Gyeongseong công chiếu trên Netflix vào ngày 22 tháng 12 năm 2023. Unit 731 được thể hiện với hình ảnh Bệnh viện Ongseong - nơi quân đội Nhật Bản bí mật tiến hành những thí nghiệm trên người.

## Tham khả
1. 1 2 3 4 5 6  "Kế hoạch chiến tranh sinh học ở Mỹ của Nhật Bản bị đổ bể".